# Macchi M.26
Il Macchi M.26 fu un idrocaccia biplano a scafo centrale sviluppato dall'azienda italiana Società Anonima Nieuport-Macchi, poi Aeronautica Macchi, negli anni venti e rimasto allo stadio di prototipo.
Venne comunque utilizzato dai reparti di formazione per piloti di idrocaccia dalla Regia Aeronautica.

## Storia

### Sviluppo
Nei primi anni venti la dotazione di velivoli da caccia nei reparti della Regia Marina cominciò a risentire dell'affaticamento dei materiali con cui erano stati realizzati, principalmente legno e tela. L'istituzione, nel 1923, della Regia Aeronautica che conseguì il trasferimento di tutte le attività legate all'arma aerea alla nuova forza armata, fu occasione per inventariare il parco macchine volanti per una più razionale ridistribuzione dei reparti di volo, aggiornando nel contempo la capacità operativa dei velivoli a disposizione ed avviando alla demolizione i modelli arrivati oramai al termine della loro vita operativa.
In quell'ambito nel 1924 la Macchi ritenne di sviluppare, come iniziativa privata, un nuovo modello di idrovolante da caccia da proporre come sostituto più moderno del precedente Macchi M.7ter, ultimo sviluppo dell'originario M.7 che l'azienda varesina aveva avviato alla produzione prima del termine della prima guerra mondiale.
L'incarico venne assunto dall'ingegner Mario Castoldi il quale, pur introducendo una serie di migliorie tecniche tra le quali l'adozione di un motore dalla maggior potenza, mantenne l'impostazione generale dei modelli che lo avevano preceduto.
Il primo prototipo venne portato in volo per la prima volta nel corso di quello stesso anno con buoni risultati, tuttavia proposto alle autorità militari la Macchi non ottenne che un sommario interesse e riuscì ad ottenere una commessa solo per un secondo prototipo da fornire a scopo di valutazione.

### Impiego operativo
Il secondo esemplare venne utilizzato dai reparti di formazione per piloti di idrocaccia come aereo da addestramento presso Vigna di Valle.

## Descrizione tecnica
L'M.26 era un idrovolante monoposto destinato al ruolo di aereo da caccia e riproponeva l'impostazione classica dei pari ruolo sviluppati precedentemente fino a quel momento: monomotore monoposto a scafo centrale con velatura biplana.
Lo scafo era caratterizzato da un abitacolo aperto fornito di parabrezza posizionato appena davanti alla radice dell'ala inferiore. Posteriormente terminava in un impennaggio classico monoderiva con piani orizzontali controventati.
La configurazione alare era biplana, con ala superiore, montata alta a parasole, ed inferiore, montata alta sullo scafo, dotata di un sensibile angolo di diedro e che integrava i due galleggianti equilibratori, collegate tra loro da una coppia di montanti per lato ed integrati da tiranti in cavetto d'acciaio.
La propulsione era affidata ad un motore Hispano-Suiza 42, un otto cilindri a V raffreddato a liquido in grado di erogare una potenza pari a 296 CV (218 kW), posizionato tra le due ali su un castello tubolare centrale all'interno di una gondola in posizione spingente ed abbinato ad un'elica bipala.
L'armamento era costituito da una convenzionale coppia di mitragliatrici Vickers calibro 7,7 mm fisse in caccia.

## Utilizzatori
Italia
- Regia Aeronautica